# Saber Alter
Saber Alter, più correttamente Artoria Pendragon Alter, detta anche "Salter" è la versione corrotta e oscura di Saber. Compare per la prima volta nella famosa visual novel Fate/stay night, in particolare, nella Heaven's Feel Route, dove si presenta come uno degli antagonisti principali.
Da allora il personaggio, diventato un fan favorite, è apparso in diverse altre opere del franchise, come in Carnival Phantasm, in Fate Kaleid Liner Prisma Illya e nell'acclamato gioco mobile Fate Grand Order.

## Aspetto
Artoria Alter si presenta come la versione oscura dell'originale, caratterizzata da pelle bianca, capelli biondo pallido, quasi bianchi, e occhi dorati, segno della corruzione a cui è stata sottoposta, inoltre, il suo caratteristico ciuffo scompare.
La sua armatura risente a sua volta della sua nuova natura, diventando più pesante e completa e tingendosi completamente di nero, con alcune striature, simili a spaccature, rosse a decorarla, mentre l'abito che indossa quando non ha l'armatura è di color viola scuro.
Excalibur, la sua leggendaria spada, diviene anch'essa nera, con una serie di incisioni rosse luminose sia sull'elsa che sui due piatti della lama, e prende il nome di Excalibur Morgan.

## Caratteristiche
Conosciuta come il Tiranno Oscuro e il Nero Re dei Cavalieri, in questa sua versione, Artoria diviene incredibilmente fredda, spietata e violenta, un vero e proprio tiranno che impone la sua volontà con la forza, risultando essere l'esatto opposto dell'originale.
I suoi ideali, nonostante la corruzione ad opera di Angra Mainyu, sono rimasti gli stessi della sua controparte normale, tuttavia è cambiato radicalmente il modo di realizzarli: se originariamente Artoria credeva fosse necessario farsi carico dei sogni e delle speranze di tutti per diventare il baluardo della speranza che, secondo lei, un Re doveva essere, agendo con onore e cavalleria, rinnegando i propri desideri personali e sopprimendo le proprie emozioni per garantire al mondo la pace, Artoria Alter ritiene, invece, che il dovere di un eroe sia quello di essere odiato e temuto e che l'unico modo per garantire la pace, sia sottomettere le persone al suo volere, imponendo con la forza la sua visione delle cose e schiacciando ogni opposizione con tutta la propria forza, senza mostrare pietà alcuna e senza lasciarsi frenare da illusioni di moralità.
Inoltre, al contrario dell'originale, Saber Alter utilizza la sua piena potenza senza freni, scatenando tutti i propri poteri quando più le aggrada, rinunciando all'autocontrollo in nome del suo obiettivo e, di conseguenza, è molto più forte della sua controparte normale.
Probabilmente anche a causa di questo suo enorme consumo di mana, di gran lunga superiore alla norma, Artoria Alter è sempre molto affamata, ingurgitando grandi quantità di cibo spazzatura per ricaricare le proprie energie e disdegnando cibi raffinati e genuini (In Fate Hollow Ataraxia, mangiò un pranzo preparato da Shiro Emiya, notoriamente un bravo cuoco e la cui cucina era molto apprezzata dalla versione normale di Artoria, solo per poi sputarlo, preferendo ad esso un hamburger).
Questa suo modo di agire è il risultato della maledizione del Santo Graal, dalla quale è stata corrotta e che ha causato l'inversione della sua precedente linea di pensiero, trasformandola completamente.
Nonostante tutto, Artoria Alter ha mantenuto, anche se a malapena, una parte delle emozioni che provava prima di essere corrotta, che riaffiorano quando ha a che fare con le poche persone a cui tiene davvero; per proteggere e aiutare questi pochi "fortunati", Alter è disposta a commettere qualunque tipo di atrocità.
Nell'universo narrativo di Fate Grand Order, Artoria e la sua Alter sono due esistenze separate, con la prima non più corrotta dalla maledizione del Graal. Sempre in Fate Grand Order, Saber Alter, benché mantenga la sua caratteristica freddezza e il suo atteggiamento deciso e tirannico, con il tempo si affezionerà sempre di più al suo Master (il giocatore), fino a rimanerne invaghita.

## Apparizioni

### Fate/Stay Night - Heaven's Feel
Artoria viene corrotta dall'Ombra di Sakura Matou durante la Quinta Guerra del Santo Graal. A causa di un attacco a sorpresa sferrato da True Assassin, viene separata dal suo Master, Shiro, e attirata in uno scontro con il Servant nemico, che tuttavia si rivelerà essere una trappola atta a farla prendere dall'Ombra. Catturata dall'Ombra, Artoria tenta di raggiungere il Graal, manifestazione dei suoi sogni e desideri, ma viene fermata da nientemeno che la sua versione oscura, incarnante tutti i suoi dubbi, la sua sofferenza, il suo odio per sé stessa e la sua disperazione. La ragazza finirà per cedere a queste sue emozioni negative, venendo corrotta dal Graal Oscuro e trasformandosi in Saber Alter. Divenuta il Servant di Dark Sakura, Artoria Alter affronterà Berserker, uccidendolo svariate volte, per poi ricorrere al proprio Noble Phantasm, Excalibur Morgan, per neutralizzarlo e lasciarlo divorare dall'Ombra, per poi essere riassorbita in essa a sua volta.
Saber Alter affronterà poi Shiro e Rider durante la battaglia finale, venendo sconfitta a seguito di un durissimo combattimento; ferita gravemente, chiederà a Shiro di ucciderla prima di potersi rigenerare, non sopportando più ciò che era diventata, facendo intuire che parte di lei era rimasta la Artoria di sempre. Nel Good Ending della Route, Shiro uccide Artoria Alter, mettendo fine alle sue sofferenze. Nel Bad Ending, Shiro rifiuta di ucciderla; a questo punto, la ragazza lo accusa di essere un codardo, dopodiché viene assimilata ancora una volta da Dark Sakura, che rigenera le sue ferite e la evoca durante il suo scontro con Rin (duello che stava perdendo). Saber Alter, molto più potente della sua avversaria, sconfigge facilmente la maga, per poi venire divorata dalla stessa Sakura insieme a lei.

### Carnival Phantasm
Saber Alter compare nell'ottavo episodio della serie, quando Artoria, temporaneamente assunta dalla tavola calda Ahnenerbe come maid, perde la pazienza a seguito dell'atteggiamento irrispettoso dei clienti del locale, in particolare Gilgamesh, e si strappa il suo caratteristico ciuffo, cosa che la trasforma nella sua controparte oscura, rendendola, però, in grado di sottomettere l'intera clientela e ristabilire l'ordine.

### Fate Grand Order
Qui, Saber Alter si rivela essere il primo boss del gioco, colei che ha ricominciato la Quinta Guerra del Santo Graal di Fuyuki, creando la Prima Singolarità da eliminare. Incaricata di mantenere la Singolarità attiva, ha sconfitto tutti gli altri Servant presenti, ad eccezione di Cu Chulainn Caster e li ha corrotti, prendendo il comando dell'intera città e dandola alle fiamme. All'arrivo di Mash Kyrielight e del suo Master da Chaldea, invia Archer e Lancer ad ucciderli, tuttavia l'intervento di Caster mette in fuga il primo e porta alla morte della seconda. Arrivati alla battaglia finale, Caster tiene impegnato Archer, mentre Shielder e il suo Master affrontano Saber Alter, che sta facendo la guardia al Santo Graal cercato dalla coppia; a fatica, i due riescono a reggere abbastanza a lungo da permettere a Caster di uccidere Archer e attaccare e sconfiggere Artoria. Ormai prossima alla sparizione, insieme al resto della Singolarità, il Nero Re dei Cavalieri informa il Master di cosa lo aspetta in futuro e che il Graal che le hanno preso non è altro che il primo di una serie sparpagliata nel tempo. Una volta completate tutte le Main Quests della Singolarità, Saber Alter diventa un Servant ottenibile dallo Story Gacha.
In seguito, Artoria Alter appare come alleata del Master durante la prima Pseudo-Singolarità di Shinjuku, salvandolo da Hessian Lobo e poi unendo le forze con lui, Jeanne Alter, l'apparente versione buona di James Moriarty, Edmond Dantès e Sherlock Holmes per elimiare la Singolarità e riportare l'ordine nella Storia, arrivando a disintegrare un asteroide fatto precipitare su Shinjuku da Moriarty con la sua Excalibur Morgan, per poi scomparire insieme al resto dei Servant una volta risolta la Singolarità.

## Noble Phantasm

### Excalibur Morgan
La leggendaria spada di Re Artù, qui corrotta e carica di energia oscura.
Poiché a costruirla furono le fate, Excalibur è in grado di diventare un ricettacolo di magia positiva o di magia oscura, come in questo caso, a seconda dell'animo del suo possessore.
In questa sua forma, emana un'aura lugubre e minacciosa, che raggiunge il suo apice quando Saber Alter combatte.
Nonostante la sua potenza effettiva sia soggetta a variazioni a seconda del Master di Artoria, resta comunque uno dei Noble Phantasm più potenti del franchise e si è dimostrato in grado di fare cose incredibili, come uccidere diverse volte e neutralizzare Berserker e distruggere un asteroide in caduta libera verso la Terra.
Secondo quanto detto dallo stesso Nasu, Excalibur Morgan, proprio come Excalibur, è uno dei pochissimi Noble Phantasm in grado di uccidere con un singolo colpo tutte e dodici le vite di Berserker (Ercole).

## Versioni Alternative
Vista la sua popolarità, Artoria Alter ha avuto alcune versioni alternative all'interno di Fate Grand Order:
- Santa Alter: stanca di essere vista come malvagia (il suo allineamento è Legale Malvagio, nonostante sia spesso definita come un'eroina oscura, anziché come una vera e propria villain), Artoria Alter ha deciso di diventare un'amica e alleata dei bambini, passando un anno intero a selezionare i migliori regali possibili da mettere nel suo sacco, per poi, la sera del 24 dicembre, vestirsi da Santa Claus e portare doni a bambini e Servant che avevano scritto a Babbo Natale.
- Maid Alter: con l'obiettivo di trascorrere una piacevole estate sulla spiaggia con il suo Master, Artoria Alter ha scambiato la sua armatura e la sua corona per un costume da bagno e una cuffia da maid, facendo tutto quello che può per far sì che il Master si goda una meritata vacanza. In questa forma, Excalibur Morgan assume le sembianze di un mocio, mentre la sua spada corta, Secace, diviene una più moderna pistola semiautomatica; le due armi possono unirsi e dare vita ad un fucile da cecchino modello Dragunov, chiamato Secace Morgan, che è anche il suo Noble Phantasm. Il suo stile di combattimento, inoltre, cambia notevolmente, passando dalla scherma medioevale, a tecniche di lotta militari, con tanto di granate a frammentazione. Queste modifiche si sono rivelate necessarie perché, benché le piaccia questa sua natura da maid, preferisce che il resto dei Cavalieri della Tavola Rotonda non la riconosca, nonostante lei stessa non si consideri più il loro Re.

## Relazioni
- Saber: al contrario di quanto si potrebbe pensare, Artoria Alter non odia né disprezza la sua controparte, tuttavia la ritiene una sciocca, poiché Saber si lascia ancora guidare da un senso di moralità e di cavalleria che alla fine le impedisce di fare ciò che va fatto e ottenere ciò che più desidera.
- Jeanne Alter (Avenger): Saber Alter e Jeanne Alter sono acerrime rivali. Le loro prime interazioni avvengono durante l'evento natalizio di Fate Grand Order del 2015, tuttavia il loro rapporto viene approfondito durante la prima Pseudo-Singolarità: entrambe vengono evocate a Shinjuku e stabiliscono una tregua, delineando ognuna il proprio territorio, con la promessa di non intromettersi l'una negli affari dell'altra. Questo loro accordo verrà meno quando Artoria Alter, sotto contratto temporaneo con il Master di Chaldea, insieme al suddetto Master e all'apparente parte buona di James Moriarty, giungono nel suo territorio per soccorrerla dall'attacco proditorio di EMIYA Alter e delle forze del Moriarty malvagio. Successivamente, Jeanne Alter si unisce al gruppo, anche se Saber Alter non era affatto d'accordo, e le due avranno svariate discussioni e battibecchi durante tutto il corso dell'avventura, soprattutto per vincere le attenzioni del Master, di cui entrambe sono innamorate. Benché in disaccordo su praticamente ogni cosa, sono unite nella loro volontà di aiutare e proteggere il Master. Quando Jeanne Alter deciderà di restare indietro per rallentare Hessian Lobo e consentire agli altri di fuggire, Artoria Alter le dirà che conta su di lei, mostrando una qualche forma di rispetto e fiducia che il Tiranno Oscuro prova per l'Avenger. Se il giocatore ha entrambe le Alter come Servant, soprattutto se si sbloccano gli outfit di Shinjuku disponibili per entrambe, all'interno della sezione "My Room" si avrà accesso a dei dialoghi speciali, che lasciano intendere che le due abbiano intrapreso una relazione più intima.
- Archer of Shinjuku: Saber Alter non si è fidata di Archer of Shinjuku (James Moriarty) fin dall'inizio, sia a causa di un suo precedente scontro con la sua versione malvagia (che si rivelerà essere poi un Demon God Pillar sopravvissuto alla distruzione del Temple of Time di Solomon), sia perché percepiva una strana aura provenire da lui. Rimarrà guardinga nei suoi confronti per tutta la durata della Singolarità e anche una volta evocati in Chaldea, lo tratterrà con estrema sfiducia.
- Cavall II: Cavall II è un cane randagio che Artoria Alter ha adottato a Shinjuku, chiamandolo così in ricordo di Cavall, quello che si dice essere stato il cane da caccia preferito di Re Artù. Salter è molto affezionata a lui, anche se cerca di non darlo a vedere quando è in presenza di altre persone, tanto da condividere con lui i suoi preziosi hamburger. Sarà restia a lasciare che il suo cane faccia da esca nel piano per uccidere Hessian Lobo, mostrando grande preoccupazione per la sua salute. Cavall II è molto obbediente, al punto da fare la guardia al suo rifugio quando la sua padrona non è presente. Nel finale della Singolarità, Artoria Alter andrà a dirgli addio e a "liberarlo dal suo servizio" prima di scomparire.
- Master: all'inizio di Fate Grand Order agirà da antagonista, cercando di uccidere sia Mash che il suo Master. Durante la Pseudo-Singolarità di Shinjuku, stipulerà un contratto temporaneo con il Master di Chaldea, aiutandolo nella sua missione e finendo per provare dei forti sentimenti per lui. Ulteriori riprove dei suoi sentimenti si possono trovare nei dialoghi ottenibili una volta raggiunto un certo livello di Bond e una determinata Ascension. Durante la Ishtar Cup of Hopes and Dreams, Artoria Alter arriverà ad alterare la sua Spirit Origin e cambiare classe, passando da Saber a Rider, oltre ad abbandonare la sua armatura e i suoi doveri da Re, per diventare una maid al servizio del Master e assicurarsi che si possa godere appieno l'estate, ma anche per avere rapporti più "intimi" con lui.
- Mash Kyrielight (Shielder): durante la Singolarità a Fuyuki, Saber Alter combatte ferocemente contro Mash, tuttavia sembra che in qualche modo stia anche cercando di valutare se sia degna dello scudo che porta, essendo esso lo scudo di Galahad, lo Spirito Eroico che ha preso possesso del corpo della ragazza. Durante Shinjuku, benché Mash non sia fisicamente presente, quando parla con lei Artoria Alter è molto autoritaria, in virtù del fatto che Galahad era uno dei suoi cavalieri.